# Gerhard Piccard
Gerhard Piccard (eigentlich Gerhard August Karl Bickert; * 15. Juli 1909 in Berlin; † 21. August 1989 in Altdorf bei Nürnberg) war ein deutscher Kunstmaler, Archivar und Historiker, der für seine Wasserzeichenforschung bekannt wurde.
Seine berufliche Laufbahn begann er als Konzertpianist, später betätigte er sich als Kunstmaler. Nach seiner Rückkehr aus sowjetischer Kriegsgefangenschaft zog er nach Stuttgart und begann 1946, sich für Wasserzeichen zu interessieren. Dazu kam er unter anderem durch den Einfluss der Schriftstellerin und Papierhistorikerin Lore Sporhan-Krempel, mit der er bald rege forschte und publizierte. International bekannt wurde er durch die Publikation von 17 nach Wasserzeichenmotiven benannten „Findbüchern“ aus seiner Wasserzeichenkartei im Hauptstaatsarchiv Stuttgart (ab 1961) und durch einschlägige Publikationen zur Wasserzeichenforschung als historischer Hilfswissenschaft. Er war korrespondierendes Mitglied der Kommission für geschichtliche Landeskunde in Baden-Württemberg; 1980 wurde ihm der Professorentitel verliehen.
Gerhard Piccard legte die weltweite größte Sammlung von Wasserzeichen an; seine Wasserzeichenkartei im Hauptstaatsarchiv Stuttgart umfasst ca. 92.000 Belege aus Mittel- und Westeuropa. Darüber hinaus hatte er nach eigenen Angaben noch weitere ca. 30.000 Wasserzeichenpausen angelegt, die nicht auf Karteikarten übertragen wurden. In seinen gedruckten „Findbüchern“ publizierte Piccard in 17 Bänden 4.540 Wasserzeichentypen und 44.497 Einzelmarken. Damit war bis vor kurzem noch mehr als die Hälfte seiner Sammlung nur als Kartei im Hauptstaatsarchiv Stuttgart (Bestand J 340) benutzbar. Mittlerweile steht die komplette in Karteiform überführte Wasserzeichensammlung Piccards als digitale Präsentation im Internet zur Verfügung. Zugriff auf dieses Datenmaterial ist zudem durch ein internationales Internet-Portal sowie durch ein deutschsprachiges Internet-Portal gewährleistet.
Dienten die ersten Bände Piccards („Krone“, „Ochsenkopf“ und weitgehend auch „Turm“) zunächst nur als reine Findbehelfe und brachten nur Wasserzeichentypen zum Abdruck, so publizierten die späteren auch die zugehörigen Wasserzeichenbelege. Allerdings bilden diese Belege die Wasserzeichenkartei Piccards nicht deckungsgleich ab, sondern bieten in der Regel mehr, manchmal auch weniger Belege, da Piccard nicht alle Wasserzeichenpausen auf Karteikarten übertrug und in der Kartei andererseits zahlreiche Nachträge zu seinen publizierten Bänden sammelte. Erst durch die umfangreichen quantitativen Analysen von Alois Haidinger ist 2017 transparent geworden, wie komplex die Beziehungen zwischen den originalen, in Archiven, Bibliotheken etc. erhobenen Pausen, den Karteikarten und den für Publikation der Findbücher erforderlichen Druckvorlagen sind. Alle von Piccard in Italien erhobenen Wasserzeichen schätzt er auf 14000–15000 Pausen, von denen 7778 auf Karteikarten übertragen wurden, während weitere rund 3750 nur in den Findbüchern, nicht aber in der Kartei nachweisbar sind.: S. 62 Zudem hatte Haidinger bereits 2004 darauf aufmerksam gemacht, dass Piccard im Zusammenhang mit Münchner und Stuttgarter Handschriften erhobene Wasserzeichenbefunde nur zu einem geringen Teil in seine Kartei übertragen hatte.
In den Einführungen zu seinen „Findbüchern“ beschreibt Piccard die jeweiligen Wasserzeichenmotive und -typen und gibt Informationen zu deren historischem Kontext. Des Weiteren listet er hier die Beschreiborte und -daten seiner Belege auf, die mit den nach Typen geordneten Bildern verknüpft sind. Ähnlich wie bei Charles-Moïse Briquet können die nach äußeren Merkmalen gebildeten Gruppen nicht immer überzeugen; sie gewährleisten in der Regel aber doch einen raschen Zugriff auf die Wasserzeichen eines bestimmten Typs und damit die Recherche nach identischen Belegen und Varianten. Von besonderer Bedeutung ist, dass Piccard in seinen Findbüchern die heraldischen Figuren im Wappenschild den heraldischen Figuren unterordnete, wie dies beim Motiv Lilie deutlich wird. Da in der Zwischenzeit in dem Wasserzeichen-Erschließungssystem (WZIS) über 5000 Wasserzeichen in die Gruppe der Wappen eingeordnet wurden, gelten nunmehr 1872 Lilien-Marken aus dem entsprechenden Band als „motivfremd“.: S. 52 Wie sehr Piccard selbst mit der Gruppenbildung weiterer gesammelter Wasserzeichen gerungen hat, wird anhand der Vorarbeiten zu nicht mehr im Druck erschienenen Findbüchern deutlich, die 1996 von der Landesarchivdirektion Baden-Württemberg übergeben und seinem Nachlass hinzugefügt wurden: „Gotisches Y“ und „Baselstab“, „Mensch (menschliche Gestalt)“, „Adler“, „Schlange, Vogel, Hut“, „Glocke“, „Schiff-Fisch-Krug-Verpackung von Stoffballen-Gewicht-Fuchtel-Glocke“, „Baselstab“, „Kreis“, schließlich „Schiff-Fisch-Wasserrad“.
Mit methodischen Überlegungen zu Fragen der Datierung mit Hilfe von Wasserzeichen und hinsichtlich der Ordnung einer Wasserzeichensammlung hatte er sich bereits früh auseinandergesetzt. Durch Einzeluntersuchungen stellte er unter Beweis, dass seine Datierungsmethode für unterschiedliche Objektgattungen Verwendung finden konnte: Manuskript, Frühdruck, Spielkarten und Zeitung.
Mit seinen Untersuchungen von Riesaufdrucken leistete Piccard einen wesentlichen Beitrag zur Klärung der Beziehung zwischen Wasserzeichen tragenden, in der Regel geleimten Schreibpapierbogen und der äußerlich durch Aufdruck eines Holzschnitts gekennzeichneten, als Ries abgezählten und mit Bindfaden verschnürten handelsfähigen Wareneinheit. Dabei gelang ihm als ältestes Beispiel aus der Zeit um 1445/1446 auf dem Vorsatzblatt der Theologische Sammelhandschrift HB I 227 in der Württembergischen Landesbibliothek der Nachweis eines Riesaufdrucks einer Ravensburger Papiermühle.: S. 22–23
Zu erheblichen kunstwissenschaftlichen Auseinandersetzungen führten seine Untersuchungen zu dem Lucas Moser zugeschriebenen Magdalenenaltar in Tiefenbronn.

## Nachlass
Landesarchiv Baden-Württemberg, Hauptstaatsarchiv Stuttgart, Nachlass Gerhard Piccard (1909–1989), Findbuch J 40/12

## Schriften (Auswahl)
- mit Lore Sporhan-Krempel: Beiträge zur badischen Papiergeschichte. Urkundliches Material über die Baukosten von Papiermühlen, Papierproduktion und Papierlöhne im 18. Jahrhundert in den Badischen Stammlanden und Vorderösterreich. In: Wochenblatt für Papierfabrikation, Jahrgang 78, 1950, S. 357–360.
- mit Lore Sporhan-Krempel: Die Untersuchung der ältesten erhaltenen Zeitungen auf ihre Wasserzeichen. Eine Bewährungsprobe der Wasserzeichenkunde als historische Hilfswissenschaft. In: Papiergeschichte, Jahrgang 1, 1951, S. 13–16.
- mit Lore Sporhan-Krempel: Die Papiermühle zu Niefern. In: Papiergeschichte, Jahrgang 1, 1951, S. 17–24.
- mit Lore Sporhan-Krempel: Der Versuch zur Erlangung eines inländischen Papiermonopols im Herzogtum Württemberg. Nach Archivalien im Staatsarchiv Ludwigsburg dargestellt. In: Papiergeschichte, Jahrgang  1, 1951, S. 53–56.
- mit Lore Sporhan-Krempel: 440 Jahre Papiermacherei in Freiburg. 100 Jahre „Neue“ Papierfabrik Ferdinand Flinsch. Freiburg i. Br. 1952.
- mit Lore Sporhan-Krempel: Die Papiermühle zu Berg bei Stuttgart. In: Papiergeschichte, Jahrgang 2, 1952, S. 26–28.
- Die Wasserzeichenkartei Piccard im Hauptstaatsarchiv Stuttgart. 17 Findbücher in 25 Bänden, Stuttgart 1961–1997. Online-Version der Findbücher 3–17 PPO – Printed Piccard Online
- Über die Anfänge des Gebrauchs des Papiers in deutschen Kanzleien. In: Studi in onore di Amintore Fanfani. 3: Medioevo. Giuffrè, Milano 1962, S. 345–401.
- Rechtsrheinische (badische) Papiermühlen und ihre Beziehungen zu Straßburg. In: Archiv für Geschichte des Buchwesens, Bd. 4, 1963, Sp. 997–1102.
- Zur Geschichte der Papiererzeugung in der Reichsstadt Memmingen. In: Memminger Geschichtsblätter, Jahresheft 1963, 1964, S. 42–68.
- Die Kronenwasserzeichen. In: Veröffentlichungen der Staatlichen Archivverwaltung Baden-Württemberg, Sonderreihe: Die Wasserzeichenkartei Piccard im HSt.A.. Stuttgart, Findbuch I. 1964.
- Carta bombycina, carta papyri, pergamena Graeca. Ein Beitrag zur Geschichte der Beschreibstoffe im Mittelalter. In: Archivalische Zeitschrift, Bd. 61, 1965, S. 46–75.
- Papiererzeugung und Buchdruck in Basel bis zum Beginn des 16. Jahrhunderts. In: Archiv für Geschichte des Buchwesens, Bd. 8, 1967, Sp. 26–322.
- Riesaufdrucke und Riesumschläge. Eine historische Untersuchung über die Verpackung des Papiers bis zu Beginn des 19. Jahrhunderts. In: Papiergeschichte, Jg. 18, 1968, Heft 1/2, S. 1–26.
- Die Ochsenkopfwasserzeichen. Findbuch II, 1-3. Stuttgart 1866 (= Veröffentlichungen der Staatlichen Archivverwaltung Baden-Württemberg. Sonderreihe, 2).